# Іранська нафтова біржа
Іранська нафтова біржа англ. Iranian Oil Bourse (перс. بورس نفت ایران) або міжнародна біржа нафти англ. International Oil Bourse, англ. Iran Petroleum Exchange або англ. Oil Bourse in Kish (IOB; офіційна назва англійською не визначена) — товарна біржа, відкрита 17 лютого 2008,. Її було створено завдяки спільним зусиллям Іранського уряду та іншим державним і приватним підприємствам. IOB було створено для торгівлі нафтою, бензином, нафтопродуктами, та газом за різні валюти, в основному, євро та Іранський ріал та кошик основних світових валют. Географічно біржа знаходиться у Перській затоці, на острові Кіш, який має сатус вільної торговельної зони в Ірані.